# Michael Clayton (film)
Michael Clayton is een samenzweringsthriller uit 2007 geregisseerd door Tony Gilroy. De hoofdrollen werden gespeeld door George Clooney en Tilda Swinton. De film werd genomineerd voor zeven Oscars, waaronder de Oscar voor Beste Film. De film won er uiteindelijk één, namelijk de Oscar voor beste vrouwelijke bijrol voor Tilda Swinton.

## Verhaal
Michael Clayton (George Clooney) werkt voor een van de grootste advocatenbureaus van New York. Hij is een zogenaamde fixer, iemand die zorgt dat de cliënten van het kantoor niet in de problemen komen of deze anders zo effectief mogelijk met raad en daad bijstaat. Hierbij schroomt hij het niet om af en toe de wet te overtreden.
Clayton wordt op een avond door een in het buitenland verblijvende collega gevraagd om langs te gaan bij Arthur Edens (Tom Wilkinson). Edens is een van de beste advocaten van Claytons kantoor, maar die middag is hij bij een bespreking uit zijn bol gegaan en heeft zich daarbij - op camera - uitgekleed. Dat terwijl hij midden in een zaak zit die een bedrijf dat kunstmest produceert miljarden dollars kan kosten. Clayton denkt in eerste instantie dat alles vanzelf goed komt als de bipolaire Edens zijn medicijnen daarvoor weer gaat innemen, wat hij een paar dagen vertikt heeft. Deze is dat echter niet van plan en maakt een paranoïde indruk ten opzichte van het bedrijf dat hij verdedigt. Het hoofd van de juridische afdeling, Karen Crowder (Tilda Swinton), is van alles uit de hoek aan het zoeken om de schade voor het bedrijf te beperken. Een tijdje daarna overlijdt Edens, officieel door zelfmoord, maar hij werd omgebracht in opdracht van het chemische bedrijf, omdat hij een rapport uit de jaren 90 had bemachtigd waaruit het kankerverwekkende effect van de chemische meststoffen blijkt, een zaak die in de doofpot was gestoken. 
Clayton kan geen enkele clue vinden die erop duidt dat Edens zelfmoord wilde plegen. Daarop besluit hij uit te zoeken waar Edens zich exact mee bezighield en breekt in Edens’ leegstaande appartement in, waar hij het rapport vindt dat hij in een fotokopieerwinkel honderden malen laat kopiëren. Crowder, die van deze zaak op de hoogte is, worstelt met schuldgevoelens, maar geeft desalniettemin de opdracht Clayton uit te schakelen, naarmate hij de waarheid dichter op het spoor komt. Hij schudt echter zijn achtervolgers, die een traceertoestel in zijn wagen geïnstalleerd hebben, af en onderbreekt eensklaps zijn tocht om een contemplatieve wandeling in een afgelegen veld met paarden te maken. Op dat moment ontploft de bom die in zijn auto was geplant.
Geheel onverwachts duikt Clayton discreet in de gang op tijdens de pauze van de vergadering waarop een miljoenendeal voor het bedrijf wordt bezegeld. Crowder, die hem dood waande, is compleet overstuur en stemt met zogezegde chantage in. Clayton eist tien miljoen dollar; zo niet zal hij het rapport openbaar maken. Uiteindelijk blijkt dat hij het omkopingsaanbod heimelijk heeft opgenomen: ondanks zijn financiële problemen wilde hij niet het geld, maar alleen dat de waarheid aan het licht zou komen.

## Rolverdeling
| Acteur          | Personage          |
| --------------- | ------------------ |
| George Clooney  | Michael Clayton    |
| Tilda Swinton   | Karen Crowder      |
| Tom Wilkinson   | Arthur Edens       |
| Sydney Pollack  | Marty Bach         |
| David Zayas     | Detective Dalberto |
| Denis O'Hare    | Mr. Greer          |
| Julie White     | Mrs. Greer         |
| Michael O'Keefe | Barry Grissom      |

## Prijzen/nominaties
- 2008 Academy Award
Gewonnen: Best Actress in a Supporting Role (Tilda Swinton)
Genomineerd: Best Actor in a Leading Role (George Clooney)
Genomineerd: Best Actor in a Supporting Role (Tom Wilkinson)
Genomineerd: Best Director (Tony Gilroy)
Genomineerd: Best Picture
Genomineerd: Best Original Screenplay (Tony Gilroy)
Genomineerd: Best Original Score (James Newton Howard)
- 2008 Golden Globes
 Genomineerd: Best Motion Picture - Drama
 Genomineerd: Best Performance by an Actor in a Motion Picture - Drama (George Clooney) 
 Genomineerd: Best Performance by an Actor in a Supporting Role in a Motion Picture (Tom Wilkinson) 
 Genomineerd: Best Performance by an Actress in a Supporting Role in a Motion Picture (Tilda Swinton)
- 2008 Satellite Awards
Genomineerd: Best Actor in a Supporting Role - Drama (Tom Wilkinson) 
Genomineerd: Best Actress in a Supporting Role - Drama (Tilda Swinton)
Genomineerd: Best Original Screenplay (Tony Gilroy)